# Time Volley Matera 2010-2011
Questa voce raccoglie le informazioni riguardanti la Time Volley Matera nelle competizioni ufficiali della stagione 2010-2011.

## Organigramma societario
Area direttiva
- Presidente: Nicola Benedetto

Area tecnica
- Allenatore: Giovanni D'Onghia
- Allenatore in seconda: Giovanni Moschetti
- Scout man: Ezio Meledandri

Area sanitaria
- Medico: Mohamed Massarweh
- Preparatore atletico: Vito Papangelo
- Fisioterapista: Francesco Moliterni

## Rosa
| N° | Nome                     | Ruolo | Data di nascita  | Nazionalità sportiva |
| -- | ------------------------ | ----- | ---------------- | -------------------- |
| 1  | Roberta Liguori          | S     | 1º giugno 1989   | Italia               |
| 2  | Giorgia Cacciapaglia     | L     | 14 dicembre 1987 | Italia               |
| 3  | Serena Masino            | P     | 24 aprile 1983   | Italia               |
| 4  | Daniela Biamonte         | O     | 3 dicembre 1973  | Italia               |
| 6  | Daniela Caricato         | L     | 3 aprile 1987    | Italia               |
| 7  | Maria del Rosario Romanò | C     | 13 febbraio 1976 | Italia               |
| 8  | Rossana Montemurro       | P     | 7 dicembre 1986  | Italia               |
| 9  | Melissa Donà             | S     | 11 aprile 1982   | Italia               |
| 10 | Anne Matthes             | S     | 30 aprile 1985   | Germania             |
| 11 | Nellina Mazzulla         | C     | 29 ottobre 1980  | Italia               |
| 12 | Melania Blunda           | O     | 10 febbraio 1986 | Italia               |
| 17 | Monica Marulli           | C     | 3 ottobre[1975   | Italia               |

## Risultati

### Serie A2

#### Girone di andata
| 1ª giornata - 17 ottobre 2010 PalaSassi, Matera                        | Time Matera         | 2 - 3 | Busnago     | 16-25, 25-20, 23-25, 28-26, 14-16 |
| 2ª giornata - 24 ottobre 2010 PalaBerlinguer, Bellizzi                 | Pontecagnano Faiano | 2 - 3 | Time Matera | 25-17, 25-15, 21-25, 28-30, 12-15 |
| 3ª giornata - 31 ottobre 2010 PalaSassi, Matera                        | Time Matera         | 3 - 0 | Verona      | 25-22, 25-11, 25-18               |
| 4ª giornata - 7 novembre 2010 Palazzetto dello Sport, Giaveno          | Cuatto Giaveno      | 2 - 3 | Time Matera | 26-28, 23-25, 25-18, 25-21, 9-15  |
| 5ª giornata - 14 novembre 2010 PalaSassi, Matera                       | Time Matera         | 2 - 3 | Loreto      | 25-22, 23-25, 13-25, 25-23, 10-15 |
| 6ª giornata - 21 novembre 2010 PalaSassi, Matera                       | Time Matera         | 1 - 3 | RDM Pomezia | 25-27, 17-25, 25-22, 19-25        |
| 7ª giornata - 28 novembre 2010 PalaScoppa, Soverato                    | Soverato            | 3 - 0 | Time Matera | 25-18, 25-19, 25-18               |
| 8ª giornata - 5 dicembre 2010 PalaSassi, Matera                        | Time Matera         | 3 - 1 | Chieri      | 31-29, 25-21, 22-25, 25-21        |
| 9ª giornata - 12 dicembre 2010 PalaParenti, Santa Croce sull'Arno      | Santa Croce         | 3 - 0 | Time Matera | 25-15, 25-14, 25-16               |
| 10ª giornata - 18 dicembre 2010 PalaSassi, Matera                      | Time Matera         | 3 - 2 | Forlì       | 23-25, 23-25, 27-25, 25-22, 17-11 |
| 11ª giornata - 26 dicembre 2010 PalaMacchitella, San Vito dei Normanni | San Vito            | 3 - 0 | Time Matera | 25-13, 25-15, 25-20               |
| 12ª giornata - 9 gennaio 2011 PalaSassi, Matera                        | Time Matera         | 1 - 3 | Parma       | 29-31, 27-25, 23-25, 25-22        |
| 13ª giornata - 16 gennaio 2011 PalaBertoni, Crema                      | Crema               | 3 - 2 | Time Matera | 23-25, 25-21, 25-19, 20-25, 15-11 |

#### Girone di ritorno
| 14ª giornata - 23 gennaio 2011 PalaBusnago, Busnago     | Busnago     | 1 - 3 | Time Matera         | 25-21, 16-25, 23-25, 22-25        |
| 15ª giornata - 29 gennaio 2011 PalaSassi, Matera        | Time Matera | 1 - 3 | Pontecagnano Faiano | 25-21, 24-26, 14-25, 17-25        |
| 16ª giornata - 5 febbraio 2011 PalaOlimpia, Verona      | Verona      | 1 - 3 | Time Matera         | 17-25, 26-24, 23-25, 14-25        |
| 17ª giornata - 13 febbraio 2011 PalaSassi, Matera       | Time Matera | 3 - 0 | Cuatto Giaveno      | 25-18, 25-20, 25-23               |
| 18ª giornata - 19 febbraio 2011 PalaSerenelli, Loreto   | Loreto      | 1 - 3 | Time Matera         | 20-25, 23-25, 25-16, 26-28        |
| 19ª giornata - 27 febbraio 2011 Olimpia Palace, Pomezia | RDM Pomezia | 3 - 1 | Time Matera         | 16-25, 25-22, 25-22, 25-17        |
| 20ª giornata - 6 marzo 2011 PalaSassi, Matera           | Time Matera | 3 - 1 | Soverato            | 21-25, 25-20, 25-20, 25-20        |
| 21ª giornata - 20 marzo 2011 PalaMaddalene, Chieri      | Chieri      | 2 - 3 | Time Matera         | 25-22, 21-25, 25-16, 25-27, 13-15 |
| 22ª giornata - 27 marzo 2011 PalaSassi, Matera          | Time Matera | 3 - 1 | Santa Croce         | 21-25, 25-22, 25-15, 25-20        |
| 23ª giornata - 3 aprile 2011 PalaRomiti, Forlì          | Forlì       | 3 - 2 | Time Matera         | 16-25, 25-22, 28-30, 25-20, 15-10 |
| 24ª giornata - 10 aprile 2011 PalaSassi, Matera         | Time Matera | 3 - 2 | San Vito            | 25-27, 22-25, 25-23, 33-31, 15-9  |
| 25ª giornata - 17 aprile 2011 PalaRaschi, Parma         | Parma       | 3 - 2 | Time Matera         | 25-10, 25-19, 21-25, 22-25, 15-12 |
| 26ª giornata - 23 aprile 2011 PalaSassi, Matera         | Time Matera | 3 - 0 | Crema               | 25-22, 25-18, 27-25               |

## Statistiche

### Statistiche di squadra
| Competizione | Punti | In casa | In casa | In casa | In trasferta | In trasferta | In trasferta | Totale | Totale | Totale |
| Competizione | Punti | G       | V       | P       | G            | V            | P            | G      | V      | P      |
| ------------ | ----- | ------- | ------- | ------- | ------------ | ------------ | ------------ | ------ | ------ | ------ |
| Serie A2     | 42    | 13      | 8       | 5       | 13           | 6            | 7            | 26     | 14     | 12     |
| Totale       | -     | 13      | 8       | 5       | 13           | 6            | 7            | 26     | 14     | 12     |

G = partite giocate; V = partite vinte; P = partite perse

### Statistiche dei giocatori
| Giocatore       | Serie A2 | Serie A2 | Serie A2 | Serie A2 | Serie A2 | Totale | Totale | Totale | Totale | Totale |
| Giocatore       | P        | PT       | AV       | MV       | BV       | P      | PT     | AV     | MV     | BV     |
| --------------- | -------- | -------- | -------- | -------- | -------- | ------ | ------ | ------ | ------ | ------ |
| D. Biamonte     | 19       | 404      | ?        | ?        | ?        | 19     | 404    | ?      | ?      | ?      |
| M. Blunda       | 11       | 21       | ?        | ?        | ?        | 11     | 21     | ?      | ?      | ?      |
| G. Cacciapaglia | 25       | 1        | ?        | ?        | ?        | 25     | 1      | ?      | ?      | ?      |
| D. Caricato     | 15       | 0        | 0        | 0        | 0        | 15     | 0      | 0      | 0      | 0      |
| M. Donà         | 26       | 321      | ?        | ?        | ?        | 26     | 321    | ?      | ?      | ?      |
| R. Liguori      | 23       | 84       | ?        | ?        | ?        | 23     | 84     | ?      | ?      | ?      |
| M. Marulli      | 26       | 251      | ?        | ?        | ?        | 26     | 251    | ?      | ?      | ?      |
| S. Masino       | 26       | 71       | ?        | ?        | ?        | 26     | 71     | ?      | ?      | ?      |
| A. Matthes      | 20       | 95       | ?        | ?        | ?        | 20     | 95     | ?      | ?      | ?      |
| N. Mazzulla     | 26       | 194      | ?        | ?        | ?        | 26     | 194    | ?      | ?      | ?      |
| R. Montemurro   | 13       | 10       | ?        | ?        | ?        | 13     | 10     | ?      | ?      | ?      |
| M. Romanò       | 24       | 304      | ?        | ?        | ?        | 24     | 304    | ?      | ?      | ?      |

P = presenze; PT = punti totali; AV = attacchi vincenti; MV = muri vincenti; BV = battute vincenti